# Cumberland Gap
Cumberland Gap (« le trou de Cumberland »), aussi connu sous le nom de Cumberland Water Gap (« la cluse de Cumberland »), est un col de montagne situé à 488 mètres d'altitude à travers des montagnes du Cumberland, partie de la chaîne des Appalaches dans l'Est des États-Unis. Le col est important dans l'histoire américaine car il fut le lieu de passage de nombreux colons partant s'installer à l'ouest car seul passage au travers de ces montagnes sur une distance de plus de 300 km. Le col était déjà une voie de passage ancienne des Amérindiens ou de troupeaux d'animaux avant que des bûcherons ne le défrichent pour le rendre plus facilement franchissable par les colons se rendant vers l'ouest au Kentucky ou au Tennessee.

## Géographie

### Situation, topographie

Carte de Cumberland Gap.

Le col, large de 250 m, est situé juste au nord de l'endroit où se rencontrent les frontières du Kentucky, du Tennessee et de la Virginie. La ville voisine de Cumberland Gap tire son nom du col. Le col a été formé par un ancien ruisseau qui s'écoulait en direction du sud. À la suite de la formation des montagnes, le cours d'eau s'est orienté vers le nord où il rejoint aujourd'hui la Cumberland River.

### Géologie
Long d'environ 20 km, le col met en avant quatre curiosités géologiques locales : la vallée du Yellow Creek («ruisseau jaune»), le passage naturel dans la Cumberland Mountain, le passage érodé de la Pine Mountain et le cratère Middlesboro.
Le cratère Middlesboro, d'un diamètre de près de 5 km, a été creusé par l'impact d'un météorite. La localité de Middlesborough est située à l'intérieur de celui-ci. Le cratère n'a été identifié qu'en 1966 lorsque Robert Dietz découvrit sur le lieu un cône de percussion dans le grès. Cela prouvait qu'un impact avait eu lieu dans la région dans un passé très éloigné. Du charbon est par ailleurs exploité dans la zone du cratère.

## Histoire
Le col fut nommé en l'honneur du prince William Augustus, duc de Cumberland (1721-1765) qui s'était mis en avant lors de la bataille de Culloden en 1746 (victoire des Anglais contre les royalistes écossais). Plusieurs lieux dans ce qui était encore des colonies britanniques furent baptisés en son honneur à cette période. L'explorateur Thomas Walker donna le nom à la Cumberland River en 1750 et le nom se répandit rapidement à d'autres lieux de la région.
En 1775, Daniel Boone, payé par la Transylvania Company, dirigea une équipe en vue de défricher le passage pour faciliter la colonisation du Kentucky et du Tennessee. Le sentier fut élargi en 1790 pour permettre le passage de chariots. Environ 100 000 personnes l'ont franchi entre 1775 et 1795 pour se diriger vers les territoires de l'Ouest.
Plusieurs combats de la guerre de Sécession se déroulèrent sur ou autour du Cumberland Gap et plusieurs sont parfois appelés bataille du Cumberland Gap. En juin 1862, le général de l'armée de l'Union George W. Morgan prit le col pour l'Union. En septembre de la même année, les forces confédérées sous le commandement d'Edmund Kirby Smith occupèrent le Gap durant l'invasion du Kentucky par le général Braxton Bragg. L'année suivante, en septembre 1863, dans un combat sans trop de pertes, le général unioniste Ambrose Burnside força à la capitulation 2 300 Confédérés qui défendaient le col. Les forces de l'Union en garderont le contrôle jusqu'à la fin du conflit.
On estime que 200 000 à 300 000 colons passèrent par le col avant 1810. Au début du XXIe siècle, 18 000 véhicules franchissent le col chaque jour et 1 200 000 personnes visitent le parc du site chaque année. La route U.S. Route 25E traversait le col jusqu'en 1996 lorsque les travaux du Cumberland Gap Tunnel furent achevés. Le sentier originel fut alors restauré.

## Protection environnementale
Le col et ses environs font désormais partie du Cumberland Gap National Historical Park.

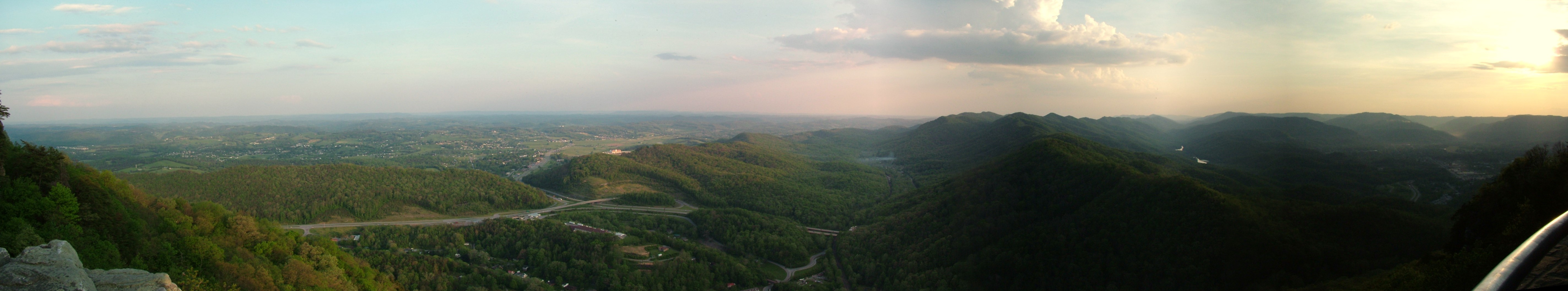
Vue panoramique dans le Cumberland Gap National Historic Park.